# Kość skokowa

Kość skokowa człowieka

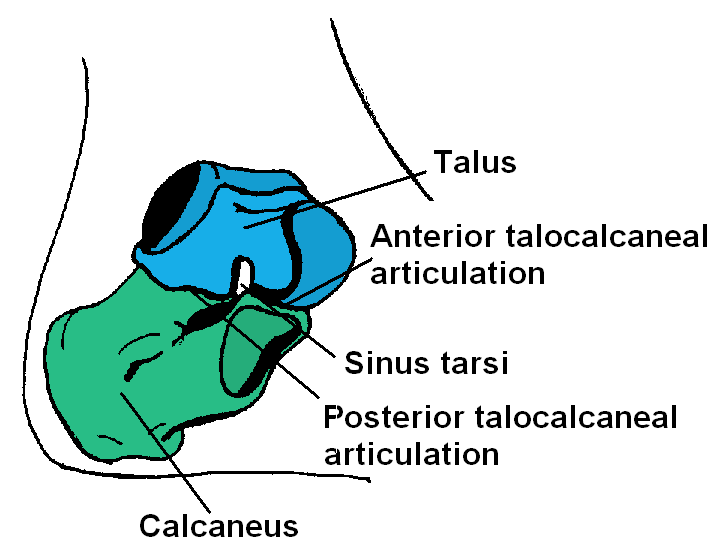
Kość skokowa (Talus) i kość piętowa (Calcaneus) człowieka

Kość skokowa (łac. talus, astragalus) – jedna z kości stępu. U człowieka opiera się na niej u góry piszczel, u dołu kość skokowa łączy się z kością piętową, po bokach z kostkami goleni, a z przodu z kością łódkowatą. Ze względu na połączenia pomiędzy tymi kośćmi kość skokowa przekazuje całą wagę ciała na stopę.
Części kości skokowej człowieka:
- trzon kości skokowej (corpus tali),
- szyjka kości skokowej (collum tali),
- głowa kości skokowej (caput tali).